# Pindar
Pindar (grč. Πίνδαρος; Kinoskefala, 552. pr. Kr. - Arg, 443. pr. Kr.), starogrčki lirski pjesnik.
Pisao je sve vrste korske lirike: himne, peane, ditirambe, prozodije, partenije, hiporheme (plesne pjesme), enkomije, trene i epinikije (ode koje slave pobjednike).
Sačuvani su fragmenti te 44 ode koje se, po mjestu gdje je pobjeda postignuta, dijele na: olimpijske, pitijske, nemejske i istamske.

## Život i djelo
Rodio se u Kinoskefali kraj Tebe u uglednoj obitelji Egida porijeklom iz Sparte. Pindar čitav život tumači duhovni svijet aristokracije, a nisu ga dirale ni društvene promjene koje gotovo svuda u 5. st. pr. Kr. donose prevlast demokracije. Bio je vjeran idealima društva koje je propadalo.
Pindar je pjevao po narudžbi određene osobe ili grada. U svakoj odi rabi drugačiji metrički oblik, ali gotovo sve imaju jednaku strukturnu shemu: aktualnost – mit – aktualnost. Sportska pobjeda ili slavljenje pobjede predstavljaju aktualnost. Mitološki dio oko pobjednika stvara herojsku atmosferu. Pindar, kao duboko religiozna osoba, ispravlja mitove uklanjajući sve negativne crte bogova i heroja.

## Citati
- Rat je onima mio, / koji ga iskusili nisu. / Ali oni, koji su ga propatili, / sa zebnjom u srcu dršću, / kad vide, da se približuje. (Iz fragmenta Pjesnik o ratu)
- O dušo draga, nemoj život besmrtni tražiti, / već djelo dovrši, što se izvršiti može. (Iz Pitijske treće)

## Vanjske poveznice
- (engl.) (grč.) Pindar u digitalnoj knjižnici Perseus
- (engl.) Pitijska treća  Arhivirana inačica izvorne stranice od 28. lipnja 2006. (Wayback Machine) (preveo Frank J. Nisetich)